# Łowczewicze (rejon wilejski)
Łowcewicze (biał. Лоўцавічы; ros. Ловцевичи) – dawny folwark. Tereny, na których leżał, znajdują się obecnie na Białorusi, w obwodzie mińskim, w rejonie wilejskim, w sielsowiecie Chocieńczyce.

## Historia
W czasach zaborów folwark prywatny w powiecie wilejskim, w guberni wileńskiej Imperium Rosyjskiego. W 1866 roku w 1 domu zamieszkiwało 14 osób. Własność Bohdanowicza.
W latach 1921–1945 folwark leżał w Polsce, w województwie wileńskim, w powiecie wilejskim, w gminie Chocieńczyce.
Według Powszechnego Spisu Ludności z 1921 roku zamieszkiwało tu 18 osób, 14 było wyznania rzymskokatolickiego a 165 prawosławnego. Jednocześnie 6 mieszkańców zadeklarowało polską a 173 białoruską przynależność narodową. Były tu 3 budynki mieszkalne. W 1931 w 16 domach zamieszkiwało 110 osób.
Wierni należeli do parafii rzymskokatolickiej w Ilji i prawosławnej w Chocieńczycach. Miejscowość podlegała pod Sąd Grodzki w Ilji i Okręgowy w Wilnie; właściwy urząd pocztowy mieścił się w Chocieńczycach.